# Oceandiva Nova
Die Oceandiva Nova (früherer Name Oceandiva London) ist ein Veranstaltungsschiff der Futura Registergoederen BV in Amsterdam und das größte Veranstaltungsschiff Europas. Weitere Veranstaltungsschiffe dieser Reihe sind die Oceandiva Original (1996), die Oceandiva Futura (1997) und die Oceandiva Classic (1957).

## Geschichte
Im Mai 2023 wurde das Schiff durch die niederländische VEKA-Werft fertiggestellt, auf die Themse überführt und erreichte London am 29. Mai 2023. Nach seiner Ankunft erhielt das Schiff das Platin-Label des niederländischen Schiffszertifizierers Green Award. Die Oceandiva London sollte zunächst ab 2023 CO2-neutral auf der Themse eingesetzt werden. Am 1. Februar 2024 gab der Betreiber der Oceandiva London bekannt, dass das Schiff London sowie die Themse, aufgrund „Herausforderungen bei der Bewältigung des komplexen Geflechts von Regulierungs- und Zertifizierungsprozessen im Vereinigten Königreich“, verlassen wird und „in EU-Gewässer“ verlegt werde. Am 19. Februar 2024 verließ das Schiff London und erreichte am nächsten Tag Rotterdam. Seitdem liegt es im Hafen Rotterdam Zentrum. Nachdem es London verlassen hatte, wurde das Schiff in Oceandiva Nova umbenannt. Die Betreiber der Oceandiva Nova bieten Fahrten auf allen für das Schiff schiffbaren Flüssen in Belgien, den Niederlanden sowie in Deutschland und über den Rhein bis nach Straßburg an. Dafür wurde neben dem Hauptsitz in Amsterdam eine Niederlassung im Düsseldorfer Stadttor eingerichtet.

## Ausstattung
Die Baukosten des 86 Meter langen und 17 Meter breiten Flussschiffs betrugen etwa 25 Millionen Pfund Sterling. Es verfügt über drei Decks mit einer Gesamtfläche von mehr als 2600 m² sowie 1500 Steh- und 500 Sitzplätzen. Für Veranstaltungen stehen verschiedene Säle sowie Außendeckbereiche zur Verfügung. Im Unterdeck befindet sich zentral eine knapp 600 m² große Tanzfläche mit einer Kapazität von 690 Gästen. Angetrieben wird die Oceandiva London durch einen Diesel-Elektro-Hybridantrieb, der über ein 2,2-Megawatt-Lithium-Akkupack und einen Biodieselreservegenerator mit Energie versorgt wird. Die Akkus sollten ursprünglich an der Themse über mehrere Ökostrom-Schnelllade-Landanschlüsse sowie Solarzellen geladen werden.

## Kritik
Das seit 2019 in Planung und Umsetzung befindliche Projekt beinhaltete ursprünglich die Wiederinbetriebnahme der Swan Lane Pier in der Nähe der London Bridge. Die Oceandiva London sollte an 6 Tagen pro Woche auf der Themse unterwegs sein und dafür auch die Swan Lane Pier nutzen. Anwohner befürchteten unter anderem Lärmbelästigung durch Partygäste und das die Swan Lane Pier nicht mehr der Öffentlichkeit, sondern nur noch zahlenden Gästen der Oceandiva zur Verfügung steht. Im Februar 2020 starteten Anwohner eine Petition gegen die Nutzung der Themse durch die Oceandiva London, die mehr als 4000 Unterstützer fand. Im November 2020 wurde die Wiederinbetriebnahme des Swan Lane Piers von der City of London Corporation einstimmig abgelehnt.
Seit dem Beginn der Planung 2019 und bis Anfang 2024 kam es darüber hinaus zu weiteren Kontroversen und Protesten von Anwohnern, Bürgerinitiativen, einzelnen Politikern und Organisationen, die eine Schädigung der Umwelt und übermäßige Kommerzialisierung der Themse befürchteten sowie fehlende Mitspracherechte über die Nutzung des Flusses bemängelten. Sie äußerten, vor allem nach einem Unfall im Juni 2023, zudem Sicherheitsbedenken wegen der Größe des Schiffes, das für die Themse nicht geeignet sei. Ein durch den Betreiber des Schiffes gestellter Lizenzantrag für den Ausschank von Alkohol bis in die frühen Morgenstunden wurde zurückgezogen, nachdem knapp 1000 Einsprüche von Anwohnern und Unternehmen bei den Behörden des London Borough of Newham eingegangen waren.

## Zwischenfälle
Am 22. Juni 2023 kam die Oceandiva London bei einer Probefahrt im Rahmen der Erlangung der Betriebsgenehmigung auf der Themse aufgrund eines Ausfalls des Antriebs vom Kurs ab und kollidierte mit der Ankerkette eines Lastkahns. Das Schiff wurde mit Schleppern zurück zum Liegeplatz gebracht. Laut Aussagen der am Zertifizierungsprozess beteiligten Port of London Authority (Londoner Hafenbehörde) führte dieser Unfall zu einigen Schäden am Schiff. Die Port of London Authority und die Maritime and Coastguard Agency leiteten Untersuchungen ein um zukünftig die Sicherheit des Schiffes, seiner Besatzung sowie aller anderen Verkehrsteilnehmer und Anlieger der Themse zu gewährleisten. Mit der Untersuchung wurde die Marine Accident Investigation Branch beauftragt, die diese im Oktober 2024 abgeschlossen hat. Die Untersuchung ergab Beschädigungen wie die Verformung von Decks und der tragenden Schiffstruktur, was auf unzureichendes Wissen und Erfahrungen der Crew hinsichtlich der Antriebssysteme zurückzuführen sei. Die Crew hätte die Antriebssysteme außerhalb der Herstellervorgaben betrieben und war nicht dazu in der Lage, den sich entwickelnden Kontrollverlust über den Antrieb zu identifizieren oder wirksame Gegenmaßnahmen zu ergreifen.